# Gran Premio Castellón
Der Gran Premio Castellón oder Ruta de la Cerámica ist ein Straßenradrennen für Männer in Spanien.
Das Eintagesrennen wurde erstmals 2024 ausgetragen. Es gehört zur UCI Europe Tour und ist in die UCI-Kategorie 1.1. eingestuft. Das Rennen findet jährlich im Januar statt und ist eines der ersten Straßenradrennen der Saison in Europa. Die Strecke führt auf profiliertem Kurs durch die Provinz Castelló an der spanischen Mittelmeerküste mit Start in Castelló de la Plana und Ziel in der Serra d'Espadà.

## Palmarès
| Jahr | Sieger           | Zweiter          | Dritter             |
| ---- | ---------------- | ---------------- | ------------------- |
| 2024 | Michael Matthews | Pierre Gautherat | Alex Aranburu       |
| 2025 | António Morgado  | Eric Fagúndez    | Clément Champoussin |